# Heinrich Siekmeier

Heinrich Siekmeier

Heinrich Siekmeier (* 15. Dezember 1903 in Berenbusch; † 25. Dezember 1984 in Obernkirchen) war ein deutscher Politiker (NSDAP) und SS-Führer.

## Leben und Wirken
Nach dem Besuch der Volksschule arbeitete Siekmeier, Sohn eines Eisenbahnschaffners, von April 1918 bis Juli 1921 als Lehrling und Kanzleigehilfe bei der Fürstlich-Schaumburg-Lippischen Hofkammer in Bückeburg. Von Juli 1921 bis Dezember 1926 gehörte er der Reichswehr an. Zuerst war er beim III. Bataillon des 18. Infanterie-Regiments und dann beim Stab der 6. Division. Er besuchte die Heeresfachschule. Ende 1926 folgte die Entlassung als Oberschütze der Reserve.
Am 27. April 1927 trat er in die NSDAP ein (Mitgliedsnummer 60.462). Von Dezember 1926 bis zum 15. April 1927 verdiente er seinen Lebensunterhalt als Hilfsarbeiter und Angestellter, bevor er ab dem 16. April 1927 bis August 1933 Geschäftsführer des NSDAP-Verlags „Der Nationalsozialist“ in Weimar wurde. Von Juli 1927 bis Ende 1933 hatte er außerdem die Geschäftsführung des Gaues Thüringen inne. Von 1934 bis 1936 fungierte er als Gauorganisations- und Gaupersonalamtsleiter und stellvertretender Gauleiter. Siekmeier war seit 5. Juli 1936 Mitglied der SS (SS-Nummer 280.674), in der er den Rang eines Brigadeführers erreichte.
Daneben bekleidete Siekmeier Ämter als Ratsherr der Stadt Weimar und als Landesgruppenleiter des Bundes Deutscher Osten. Vom 29. März 1936 bis zum Ende der NS-Herrschaft im Frühjahr 1945 war er zudem Abgeordneter für den Wahlkreis 12 (Thüringen) im nationalsozialistischen Reichstag. Vom 20. April 1938 bis zum 12. April 1945 trug er den Titel „Staatsrat“ der thüringischen Landesregierung.
Am 5. Juni 1945 verhaftete ihn die US-Armee und internierte ihn in Ludwigsburg. Im März 1947 gelang ihm die Flucht in die Schweiz, wo er festgenommen wurde. Am 22. Mai 1948 folgte die Einstufung als Hauptschuldiger und die Verurteilung zu fünf Jahren Arbeitslager unter Anrechnung der Internierungshaft sowie der vollständige Vermögenseinzug durch die Lagerspruchkammer Ludwigsburg-Hohenasperg. Mitte Dezember 1948 wurde Siekmeier nach einem Gnadenerlass des württemberg-badischen Ministerpräsidenten aus der Haft entlassen. Er zog nach Petzen und wohnte ab 1950 in Wülpke bei Porta Westfalica. Dort arbeitete er ab 1951 als Bezirksinspektor einer Versicherungsgesellschaft.

## Schriften
- mit Richard Kolb: Rundfunk und Film im Dienste nationaler Kultur, Düsseldorf: Floeder, 1933.
- Fibel zum Versailler Friedensdiktat, Velhagen & Klasing: Bielefeld/Leipzig 1933, Ausgabe für Taubstummenschulen bearb. v. Georg Thiel 1934.